# Nessa (valië)
Nessa, también conocida como la Bailarina (Nessa "the Dancer" en el original inglés), es un personaje ficticio que forma parte del legendarium creado por el escritor británico J. R. R. Tolkien y que aparece en su novela póstuma El Silmarillion. Es una valië, dama de los valar, rápida y ágil, amante de los ciervos y de la danza. Es la esposa de Tulkas, con quien se casó en Almaren durante la Primavera de Arda.
Nessa aparece por primera vez como personaje en el tercero de los Cuentos perdidos, titulado «La llegada de los valar y la construcción de Valinor», compuesto por J. R. R. Tolkien hacia 1916 o 1917, con su nombre definitivo, que ya no fue a partir de ese momento reemplazado o modificado según la costumbre de Tolkien. Tampoco cambió la relación de pareja que Nessa formó siempre con Tulkas; pero lo que sí sufrió importantes alteraciones a lo largo de los años fueron las relaciones de «consanguinidad» de Nessa. Más tarde, Tolkien apartó durante bastantes años todas las historias de los Días Antiguos, y trabajó en El hobbit y luego en El Señor de los Anillos. Tras la publicación de esta segunda novela, a mediados de la década de los 50, retomó las viejas historias y produjo un nuevo texto que llamó «Anales de Aman». Aunque en el texto que el autor dio por acabado de estos Anales el personaje queda sin cambios, en varios borradores intermedios barajó alteraciones importantes: desde «degradar» a Nessa al rango de maia hasta desparejarla de Tulkas, cambios que pronto descartó. Después, y hasta el último texto de la cadena de versiones de la historia de los valar, publicado como «Valaquenta» en El Silmarillion, se mantienen todos los rasgos del personaje.

## Nombre
Nessa (pron. [ˈnesːa]) podría significar «la valiente» en quenya. El equivalente en vanyarin es Neþþa (pron. [ˈneθːa]). Sin embargo, no está claro que la palabra Nessa sea de origen élfico. El propio Tolkien comenta, por la pluma del cronista ficticio Pengolodh, en el ensayo titulado «Los quendi y los eldar» que este nombre podría tener un origen valarin (la lengua de los mismos valar), aunque simplificado y adaptado al habla élfica arcaica. Anota más adelante, en el mismo ensayo, que la palabra también podría ser un arcaísmo élfico, procedente de la forma *neresā, una formación adjetiva femenina de la raíz ner— («valor» o «fuerza viril»), con lo que Nessa significaría «la que tiene valor» o «la que tiene fuerza viril». Este nombre en quenya coincide con una variante del de la reina guerrera de la mitología irlandesa (Ness o Nessa en idioma inglés, Neasa en irlandés o Neas en irlandés antiguo); pero por las pocas similitudes entre los dos personajes es probable que esto sea una mera coincidencia.
Además, Nessa también era conocida en quenya como Indis («Novia»), del mismo modo que a Tulkas se le conocía como Ender («Novio»), por haber sido la suya la única boda celebrada entre los valar ya en la Tierra Media. En sindarin el nombre de la diosa es Neth (pron. [neθ]), que significa «Joven», o Dineth («Joven novia»).

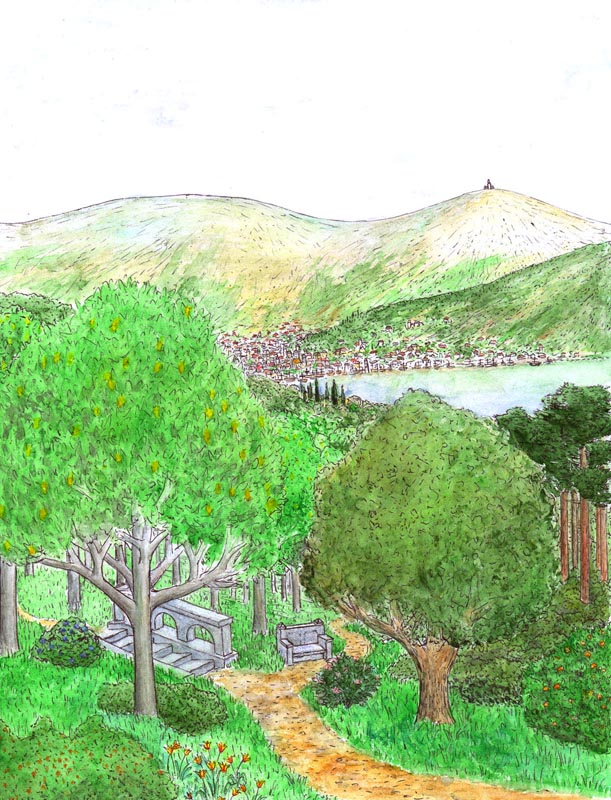
Los Nísimaldar, árboles fragantes de Númenor.

Una de las especies de los árboles fragantes, o Nísimaldar, que crecían en la isla de Númenor se llamaba nessamelda («amado de Nessa») en honor a esta valië.

## Descripción, conexiones y connotaciones del personaje
Nessa es el ainu menos poderoso de entre los valar, la séptima y última de las valier, tan solo superior en poder a los maiar. Como su esposo, destaca por su rapidez y agilidad. Ama a todos los animales del bosque, que acuden a ella porque ella misma es un espíritu salvaje; pero los ciervos son sus criaturas favoritas, y siguen a su séquito cada vez que se interna con él por los campos y los bosques. Como prueba de su rapidez y agilidad, el «Valaquenta» narra que es capaz de ganar a esos mismos ciervos en carrera. De hecho, es destacable que Nessa es la valië con una concepción menos «estática»: aunque nunca cace, entra en el arquetipo de «diosa cazadora», como Diana o Mielikki. Como los dioses nórdicos en los que se inspiró Tolkien, los valar cazan y guerrean, y ejercen soberanía sobre las tierras y los mares; pero las femeninas valier son más estáticas, más concentradas en servir y en satisfacer las necesidades de otros. Dentro de esta última mitología, Marjorie Burns encuentra similitudes con Skaði, una gigante que se casó con un dios.
Además le gusta la danza y baila asiduamente en las praderas verdes de Valinor, sobre el césped escogido por su hermano Oromë. La danza tiene connotaciones especiales en las historias de Tolkien, pues está conectada con el poder, del mismo modo que el canto, pero más como un regalo de júbilo, expresión de alegría y atractivo. En este sentido, podría decirse que Nessa es la antítesis de Nienna: la Sufridora, que padece con cada herida causada por Melkor en Arda. El propio Tolkien deja ver las connotaciones que para él tiene la danza, que afirma ser comparable únicamente a la de Nessa, de Lúthien; un personaje que identificaba con su propia esposa Edith bailando en una pradera llena de flores blancas en las inmediaciones de Kingston upon Hull, en un evento que podría considerarse una de las semillas de su entero legendarium. Lúthien mantiene una conexión directa con Nessa, pues Tolkien la imagina bailando en los prados de la diosa tras dejar la Tierra Media.

## Historia ficticia
Nessa es la esposa de Tulkas, con quien se casó en Almaren durante la Primavera de Arda, vestida de flores por Vána y bajo la luz de las dos lámparas. Robert Foster fecha este acontecimiento en la «sección II» de su cronología anterior a la primera salida del Sol. Precisamente aprovechando la distracción que la fiesta de estos esponsales procuró a los valar, y ocultando la oscuridad que producía en Utumno con la luz de las lámparas, Melkor actuó por sorpresa para derribar las torres que las sustentaban, con lo que Almaren quedó destruida y los valar tuvieron que retirarse para siempre de la Tierra Media: fijaron su nueva residencia en Valinor, en el continente de Aman, y la fortificaron con las Pelóri, para que Melkor no pudiera volver a alcanzarles.
No ayudó, como su hermano Oromë, a Yavanna con su trabajo de sembrar Arda de plantas y vida, pues pasaba el tiempo danzando en las praderas de Valinor. Sin embargo, sí la secundó en su idea de permitir a los elfos abandonar la Tierra Media, entonces oscura sin Sol ni Luna, viajar hacia Aman y residir en Valinor entre los valar; y de los elfos disfrutó en particular de los cantos y bailes de los solosimpi. Por ello, y por ansia de paz, apoyó el ocultamiento de Valinor a los gnomos cuando estos perpetraron la Matanza de Alqualondë contra sus hermanos los solosimpi.
Cuando Melkor y Ungoliant destruyeron los Árboles y la oscuridad cayó también sobre Valinor, Nessa se refugió cobardemente en el jardín donde brotaba la fuente de luz dorada que regaba a Laurelin, el único lugar de Valinor en el que quedaba algo de luz, junto con Vána y otras damas de los valar y doncellas, llorando y afligiéndose; muy al contrario de su esposo, que lideró la persecución de Melkor en aquel trance.

## Creación del personaje
En la primera lista de los valar compuesta por Tolkien se la nombra como Helinyetillë («Ojos de la Serenidad», un apelativo quenya para las violetas) y Melesta (de la raíz gnómica mel—, «amar»). El nombre de Nessa no aparece en dos cuadernos empezados hacia 1915 y en los que Tolkien iba anotando los nombres que inventaba en quenya y gnómico para sus Cuentos perdidos. Sin embargo, en este cuaderno de vocabulario quenya el apelativo Helinyetillë hace referencia a Erinti, una valië desechada para los textos posteriores: hubo al principio muchos cambios entre los dioses, la atribución de nombres y de papeles. Tolkien solía frecuentemente alterar o intercambiar los nombres que inventaba para personajes y lugares, en función de disquisiciones filológicas fruto de crear simultáneamente una mitología y unas lenguas construidas.
Nessa aparece por primera vez como personaje en el tercero de los Cuentos perdidos, titulado «La llegada de los valar y la construcción de Valinor», compuesto por J. R. R. Tolkien hacia 1916 o 1917, con su nombre definitivo, que ya no fue a partir de ese momento reemplazado o modificado según la costumbre de Tolkien. Tampoco cambió la relación de pareja que Nessa formó siempre con Tulkas; pero lo que sí sufrió importantes alteraciones a lo largo de los años fueron las relaciones de «consanguinidad» de Nessa. No se sabe en absoluto lo que significaba en la mente de Tolkien los términos «hermano», «madre» o «padre» aplicados a unos seres eternos e inmortales, como los ainur; pero lo cierto es que, con importancia decreciente a lo largo de los años, los mantuvo en sus escritos sobre los valar. En los Cuentos perdidos Aulë y Yavanna eran los padres de Oromë; y este hermano de Nessa. En el texto llamado «Quenta», una ampliación del «Esbozo de la mitología» escrita hacia 1930, Nessa es declarada hija de Vána, aunque esta afirmación se tachó en el relato mecanografiado. En las primeras versiones de los «Anales de Valinor», compuestas poco después, Oromë y Nessa siguen siendo hermanos e hijos de Yavanna, pero no de Aulë. Tolkien no introdujo más cambios en el personaje en los textos escritos hasta 1937 (segundos «Anales de Valinor» y primera versión del «Quenta Silmarillion»).
Tolkien apartó en este punto todas las historias de los Días Antiguos, y durante unos años trabajó en El hobbit y luego en El Señor de los Anillos. Tras la publicación de esta segunda novela, a mediados de la década de los 50, retomó las viejas historias y produjo un nuevo texto de los Anales, que llamó «Anales de Aman». Aunque en el texto que el autor dio por acabado de estos Anales el personaje queda sin cambios, en varios borradores intermedios barajó alteraciones importantes: desde «degradar» a Nessa al rango de maia hasta desparejarla de Tulkas, introduciendo como su esposa otra maia llamada Lëa la Joven, cambios que pronto descartó. Después, y hasta el último texto de esta larga cadena de versiones de la historia de los valar, publicado como «Valaquenta» en El Silmarillion, se mantiene el parentesco entre Nessa y Oromë, así como el resto de rasgos del personaje.